# Antonio Tentori
Antonio Tentori, all'anagrafe Antonio Tentori Montalto, noto anche con lo pseudonimo di Anthony Trenton (Roma, 1960), è uno scrittore e sceneggiatore italiano.

## Biografia
Figlio del poeta e traduttore Francesco Tentori Montalto, usa un solo cognome per differenziare le opere, come aveva fatto il padre prima di lui. 
Ha fatto uscire la prima raccolta di poesie nel 1987. Nel 1989 ha scritto il libro Lo schermo insanguinato insieme a Maurizio Colombo. Sul finire degli anni Ottanta ha anche lavorato per alcuni programmi di Radio Due.
Nel 1991 ha pubblicato con Antonio Bruschini Profonde tenebre. il cinema thrilling italiano 1962-1982  con la casa editrice Granata Press nella collana Ombre elettriche, dedicata al cinema di genere. Si tratta del primo volume di una ricerca che porta i due autori a una riscoperta dei filoni cinematografici italiani, e che vedrà pubblicati in seguito i volumi Malizie perverse. il cinema erotico italiano, e Mondi incredibili. il cinema fantastico-avventuroso italiano. La chiusura della Granata Press ha coinciso con la fine della collana Ombre elettriche ma non scioglierà il sodalizio dei due autori. Nel 1997, sempre a firma Bruschini-Tentori, è uscito un volume dedicato al cinema gotico: Operazione paura. I registi del Gotico italiano con prefazione di Pupi Avati. È invece del regista Enzo G. Castellari la prefazione di Città violente. il cinema poliziesco italiano, dedicato al cinema poliziottesco.
La carriera di sceneggiatore cinematografico di Tentori è iniziata grazie all'incontro con uno degli autori più importanti del cinema horror, Lucio Fulci, per il quale ha scritto il soggetto di Demonia (non accreditato) e la sceneggiatura di Un gatto nel cervello.
In seguito ha collaborato, tra gli altri, con Joe D'Amato (Ritorno dalla morte - Frankenstein 2000), Sergio Stivaletti (I tre volti del terrore) e Bruno Mattei (L'isola dei morti viventi, Anime perse, Zombi - La creazione),,.
Ha scritto, insieme a Dario Argento e a Stefano Piani, la sceneggiatura di Dracula 3D, per la regia dello stesso Argento.
Tentori si è occupato inoltre di narrativa di genere noir, fantastica e horror, curando antologie e scrivendo racconti; sua è anche la novelization del film Inferno di Dario Argento.

## Opere principali
- Lo schermo insanguinato, (con Maurizio Colombo), Solfanelli, 1990.
- Profonde tenebre. il cinema thrilling italiano 1962-1982 (con Antonio Bruschini), Granata Press, 1992
- Malizie perverse. il cinema erotico italiano (con Antonio Bruschini), Granata press, 1993
- Mondi incredibili. il cinema fantastico-avventuroso italiano (con Antonio Bruschini), Granata press, 1994
- Operazione paura. I registi del Gotico italiano (Con Antonio Bruschini), prefazione di Pupi Avati, Punto Zero, 1997
- Tinto Brass, il senso dei sensi, Falsopiano 1988
- Città violente. il cinema poliziesco italiano (con Antonio Bruschini), prefazione di Enzo G. Castellari, Tarab, 1998 e Mondo Ignoto, 2004
- The specialists (con Antonio Bruschini), prefazione di Franco Nero, in Western all'italiana, Glittering Images, 1998.
- Nudi e crudeli. i mondo movies italiani (con Antonio Bruschini), Bologna, PuntoZero, 2000.
- Profonde tenebre. dalle origini al 1982 (con Antonio Bruschini), Profondo rosso, 2001.
- Sotto gli occhi dell'assassino. il cinema giallo e thrilling italiano dal 1983 al 2001 (Con Antonio Bruschini), Profondo rosso, 2001.
- Lucio Fulci. il poeta della crudeltà (con Antonio Bruschini), Profondo Rosso, 2004
- Porn'Italia. Il cinema erotico italiano, (con Fabio Giovannini), Stampa Alternativa, 2004
- Il cinema della grande guerra (con Nicola Bultrini),  Nordpress Edizioni, 2008
- Nero profondo, Cut-up, 2008
- Guida al cinema giallo-thrilling made in Italy (con Antonio Bruschini), Profondo rosso, 2010
- Italia a mano armata. guida al cinema poliziesco italiano (con Antonio Bruschini), prefazione di Enzo G. Castellari Roma. Profondo rosso, 2011
- Lucio Fulci. poet of cruelty(con Antonio Bruschini), Profondo Rosso, 2012
- Nudi e crudeli. i mondo movies italiani (con Antonio Bruschini), Bloodbuster, 2013
- Bellissime e perverse. Le sexy eroine del fumetto horror ed erotico italiano (con Fabio Giovannini), Cut-Up Publishing, 2015
- Nelle notti riflesse delle anime incendiate (come Antonio Tentori Montalto) con prefazione di Silvio Ramat, Fuorilinea, 2016.

## Filmografia parziale

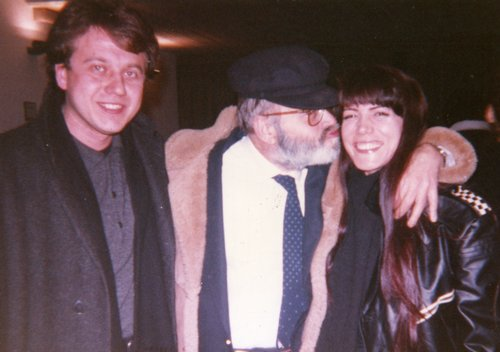
Antonio Tentori con Lucio Fulci e Alda Teodorani.

- Demonia, regia di Lucio Fulci (1990)
- Un gatto nel cervello, regia di Lucio Fulci (1990)
- Ritorno dalla morte - Frankenstein 2000, regia di Aristide Massaccesi (1992)
- I tre volti del terrore, regia di Sergio Stivaletti (2004)
- Fuga orientale, regia di Bruno Mattei (2005)
- Segreti di donna, regia di Bruno Mattei (2005)
- Segreti di donna 2, regia di Bruno Mattei (2005)
- Anime perse, regia di Bruno Mattei (2006)
- L'isola dei morti viventi, regia di Bruno Mattei (2006)
- Zombi - La creazione, regia di Bruno Mattei (2007)
- Come una crisalide, regia di Luigi Pastore (2009)
- My Lai Four, regia di Paolo Bertola (2009)
- Bloodline, regia di Edo Tagliavini (2010)
- Dracula 3D, regia di Dario Argento (2012)
- E.N.D. - The movie (episodio Reveniens), regia di Domiziano Cristopharo (2015)
- Virus: Extreme Contamination, regia di Domiziano Cristopharo (2015)[20]
- Catacomba, regia di Lorenzo Lepori e Roberto Albanesi (2016)
- Notte nuda, regia di Lorenzo Lepori (2018)
- Ancora pochi passi, regia di Pupi Oggiano (2020)
- Nel ventre dell'enigma, regia di Pupi Oggiano (2021)